# Brian Mills
Brian Mills (* 25. Oktober 1933 in Manchester; † 3. Juni 2006 ebenda) war ein britischer Fernsehregisseur.

## Leben und Karriere
Brian Mills wuchs in Manchester auf. Er war von 1970 bis zum Jahr 2000 als Regisseur aktiv und arbeitete vor allem für ITV. Er inszenierte Episoden der Serien The Cuckoo Waltz, Crown Court, First Among Equals und war in fünf Jahrzehnten an der Seifenoper Coronation Street beteiligt. Am bekanntesten wurde er durch die Arbeit an der Serie Sherlock Holmes, bei der er unter anderem bei dem Langfilm The Hound of the Baskervilles Regie führte.
Brian Mills war von 1975 bis zu seinem Tod mit der Schauspielerin Brigit Forsyth, seiner zweiten Ehefrau, verheiratet, mit der er eine Tochter und einen Sohn hatte. Mills starb am 3. Juni 2006 im Alter von 72 Jahren in Manchester.